# Macromia gerstaeckeri
Macromia gerstaeckeri är en trollsländeart som beskrevs av Krüger 1899. Macromia gerstaeckeri ingår i släktet Macromia och familjen skimmertrollsländor. Inga underarter finns listade i Catalogue of Life.